# Ecumenismo y diálogo interreligioso del Papa Francisco

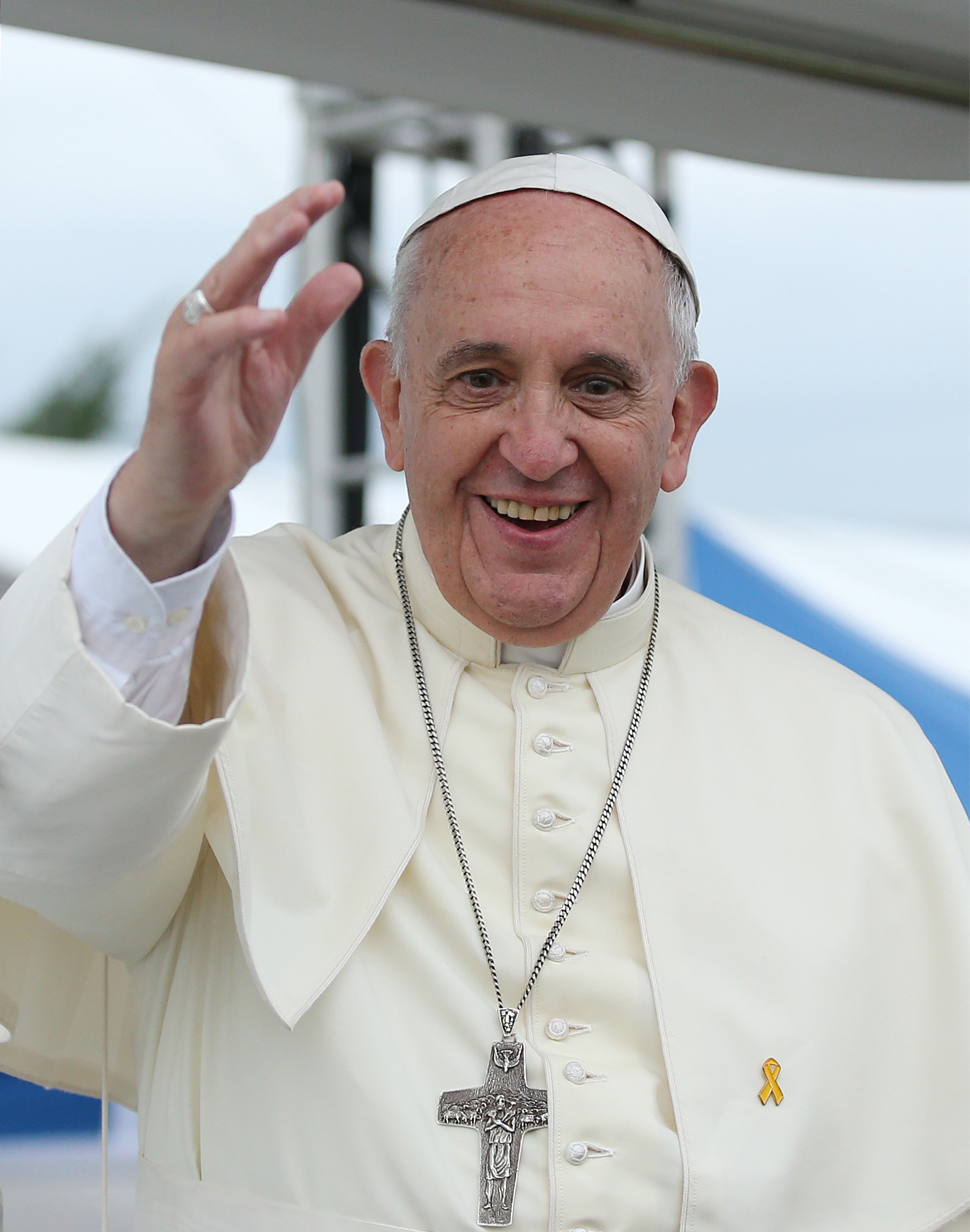
El papa Francisco en Corea del Sur, 2014

El papa Francisco ha tenido contactos principalmente con los de otras confesiones cristianas, con los de otras creencias religiosas y con los no creyentes.

## Ecumenismo
Durante el Octavario por la unidad de los cristianos de 2016, el papa Francisco "pidió perdón por la forma en que los católicos habían tratado a otros creyentes cristianos a lo largo de los años, y también invitó a los católicos a perdonar a quienes los habían perseguido".

### Ecumenismo de sangre
En una entrevista concedida en diciembre de 2013 a La Stampa, el papa Francisco subrayó su compromiso con el ecumenismo, afirmando: Para mí, el ecumenismo es una prioridad. Hoy tenemos el ecumenismo de la sangre. En algunos países matan a los cristianos porque llevan una cruz o tienen una Biblia, y antes de matarlos no preguntan si son anglicanos, luteranos, católicos u ortodoxos. La sangre se mezcla. Durante la Octavario por la unidad de los cristianos, el papa Francisco se dirigió a los asistentes al encuentro del Movimiento Juan 17, opinando que la división es obra del Padre de la mentira y que él sabe que los cristianos son discípulos de Cristo: ¡que son uno, que son hermanos! Le da igual que sean  evangélicos, u ortodoxos, luteranos, católicos o apostólicos... ¡le da igual! Son cristianos. Y esa sangre (del martirio) une. Hoy, queridos hermanos y hermanas, vivimos un "ecumenismo de sangre". Esto debe animarnos a hacer lo que estamos haciendo hoy: rezar, dialogar juntos, acortar las distancias entre nosotros, reforzar nuestros lazos de fraternidad.
La declaración de Francisco en 2023 de que 21 coptos que habían muerto como mártires en Libia (véase Secuestro y decapitación de coptos en Libia en 2015) serían añadidos al Martirologio Romano, fue vista como una demostración de ecumenismo de sangre.

### Catolicismo antiguo
En octubre de 2014, el papa Francisco se reunió por primera vez con una delegación de la Iglesia católica antigua Conferencia Episcopal de la Iglesia de la Unión de Utrecht, encabezada por el arzobispo de Utrecht y presidente de la Conferencia Internacional de Obispos Viejos Católicos, Joris Vercammen. El Papa reflexionó sobre el camino ecuménico compartido por las dos iglesias desde su cisma en el siglo XIX por la cuestión de la primacía papal. El Papa pidió a católicos y viejos católicos que "perseveren en el diálogo y caminen, recen y trabajen juntos con un espíritu de conversión más profundo", y afirmó que hay "muchos ámbitos en los que católicos y viejos católicos pueden colaborar para afrontar la profunda crisis espiritual que afecta a las personas y a las sociedades, especialmente en Europa".

### Iglesia ortodoxa

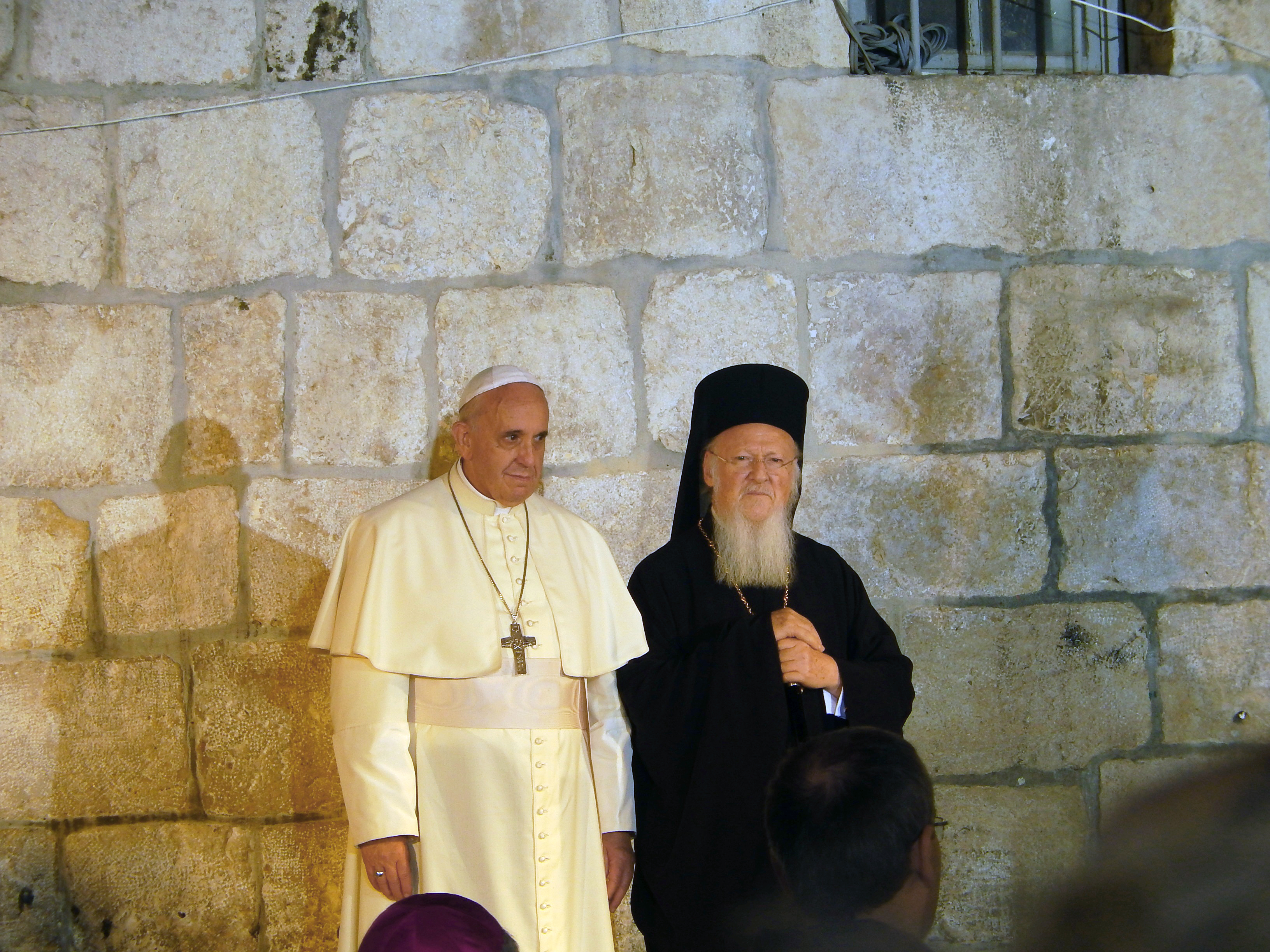
El papa Francisco con el Patriarca Bartolomé I en la Iglesia del Santo Sepulcro, durante su peregrinación a Tierra Santa de 2014

Francisco ha sido reconocido por sus esfuerzos "para cerrar aún más el distanciamiento de casi 1000 años con las Iglesias Ortodoxas Orientales". Antoni Sevruk, rector de la Iglesia Ortodoxa Rusa de Santa Catalina la Gran Mártir en Roma, dijo que Bergoglio "visitaba a menudo los servicios ortodoxos en la Catedral Ortodoxa Rusa de la Anunciación en Buenos Aires" y es conocido como un defensor en nombre de la Iglesia Ortodoxa en el trato con el gobierno de Argentina.
La positiva relación de Francisco con las Iglesias ortodoxas orientales se refleja en el hecho de que el Patriarca Bartolomé I de Constantinopla asistiera a su toma de posesión. Es la primera vez desde el Gran Cisma de 1054 que el Patriarca Ecuménico de Constantinopla ortodoxo, cargo considerado primero entre iguales en la Iglesia ortodoxa, asiste a una instalación papal. Los líderes ortodoxos afirman que la decisión de Bartolomé de asistir a la ceremonia demuestra que la relación entre las Iglesias ortodoxa y católica es una prioridad para él, pero también señalan que la "bien documentada labor de Francisco en favor de la justicia social y su insistencia en que la globalización es perjudicial para los pobres" pueden haber creado una "renovada oportunidad" para que las dos comunidades eclesiásticas "trabajen colectivamente en cuestiones de interés mutuo".
En 2013, el papa Francisco recibió en el Vaticano al Patriarca Teodoro II de Alejandría, Papa y Patriarca de Alejandría y toda África, líder de la Iglesia ortodoxa griega de Alejandría.
El 12 de febrero de 2016, el Papa Francisco y el  Patriarca Cirilo de Moscú, cabeza de la Iglesia Ortodoxa Rusa, se reunieron en La Habana, Cuba, emitiendo la Declaración conjunta entre el papa Francisco y el patriarca de Moscú Cirilo I, llamando a la unidad cristiana restaurada entre las dos iglesias. Se informó de que se trataba de la primera reunión de alto nivel entre las dos iglesias desde el Gran Cisma de 1054..
El 28 de abril de 2017, el Papa Francisco participó en un servicio ecuménico de oración en El Cairo, Egipto, con el Patriarca Ecuménico Bartolomé y el Papa Teodoro II de Alejandría copto ortodoxo. Este acontecimiento histórico parece ser la primera vez que los tres papas cristianos y el patriarca ecuménico se reúnen juntos.

### Ortodoxia oriental
En mayo de 2013, el papa Francisco se reunió con el papa Teodoro II de Alejandría en el Vaticano. El encuentro coincidió con el 40 aniversario de la primera visita de un  papa de la Iglesia Ortodoxa Copta de Alejandría al Vaticano, cuando el papa Shenouda III de Alejandría se reunió con el Papa Pablo VI el 10 de mayo de 1973. Francisco reflexionó sobre la estrecha relación entre la Iglesia católica y la Iglesia copta ortodoxa de Alejandría, afirmando que la visita "refuerza los lazos de amistad y fraternidad que ya existen entre la Sede de Pedro y la Sede de Marcos", y elogió a la Comisión para el Diálogo Teológico por preparar el terreno para el diálogo entre la Iglesia católica y las iglesias ortodoxas orientales. El Papa Francisco también reconoció que las dos iglesias comparten creencias en la Trinidad, la divinidad de Cristo, la devoción mariana, las tradiciones apostólicas y los siete sacramentos. En septiembre de 2013, el papa Francisco se reunió con Paulose II de la Iglesia ortodoxa de Malankara. Durante su encuentro, ambos jefes hablaron de sus avances en el ecumenismo y se centraron en lo que ambas iglesias planean para el futuro. Al final del discurso del Papa Francisco invocó la intercesión de los santos Pedro y Tomás para bendecir a los fieles de ambas iglesias. Dijo: "Recemos unos por otros, invocando la protección de San Pedro y Santo Tomás sobre todo el rebaño que ha sido confiado a nuestro cuidado pastoral. Que aquellos que trabajaron juntos por el Evangelio, intercedan por nosotros y acompañen el camino de nuestras Iglesias". En mayo de 2016, el papa Francisco envió una carta a Tawadros II, en la que reconocía su compromiso compartido con la santidad y la defensa de la dignidad de la vida humana y celebraba la amistad entre católicos y cristianos coptos ortodoxos. El Papa dijo: "somos capaces incluso ahora de hacer visible la comunión que nos une".
En junio de 2015, el papa Francisco se reunió con Ignacio Aphrem II, Patriarca de la Iglesia ortodoxa siríaca. Los dos primados hablaron de su deseo de trabajar por la plena comunión entre sus dos Iglesias, afirmando que Antioquía y Roma son las dos únicas sedes apostólicas en las que había predicado el apóstol san Pedro. También expresaron su deseo de celebrar la Pascua en una fecha común, ya que los católicos y los ortodoxos orientales tienen días separados para la Pascua.
Durante su visita papal a Armenia en 2016, el papa Francisco rezó en el interior de la Catedral de Etchmiadzin, la iglesia madre de la Iglesia Apostólica Armenia y la iglesia construida por el Estado más antigua del mundo, junto al Catolicós de Armenia, Karekin II. Durante el servicio de oración, el Papa pidió y recibió la bendición del Catolicós Karekin II. El Papa habló de la fe cristiana del pueblo armenio y de cómo Armenia se convirtió en la primera nación en aceptar el cristianismo como su religión oficial, incluso mientras las persecuciones bajo el emperador Diocleciano prevalecían en el Imperio Romano. El Papa también agradeció la relación entre la Iglesia católica y la Iglesia apostólica armenia y los pasos que han dado "en aras de llegar a compartir plenamente el banquete eucarístico".
En febrero de 2017, el Papa se reunió con obispos coptos en el Vaticano para hablar de la violencia y persecución de los cristianos en Oriente Medio.

### Iglesia Asiria de Oriente
El Papa Francisco se ha reunido con los jefes de la Iglesia Asiria de Oriente: se reunió con Mar Dinkha IV y, posteriormente, con su sucesor Gewargis III, destacando la necesidad del diálogo interreligioso y la importancia del cristianismo en Oriente Medio, patria tradicional del pueblo asirio.

### Anglicanismo
Gregory Venables, obispo anglicano de Argentina y ex primado de la Iglesia Anglicana del Cono Sur de América, dijo que el cardenal Bergoglio le había dicho muy claramente que los ordinariatos personales establecidos dentro de la Iglesia católica para grupos de antiguos anglicanos eran "bastante innecesarios" y que la Iglesia católica necesitaba a los anglicanos como anglicanos. Un portavoz de los ordinariatos dijo que las palabras eran de Venables, no del Papa. El papa Francisco se reunió por primera vez con el arzobispo de Canterbury, Justin Welby, cuando visitó el Vaticano, el 14 de junio de 2013. El Romano Pontífice dijo que ambos compartían las mismas preocupaciones por la justicia social, la paz y la promoción de los valores cristianos, en asuntos como el matrimonio. El segundo encuentro tuvo lugar en el Vaticano, el 16 de junio de 2014, y en él el Papa Francisco y Justin Welby volvieron a comprometerse a trabajar contra la esclavitud moderna y la trata de seres humanos. El papa Francisco ha expresado su apoyo al realineamiento anglicano, enviando a través de su amigo personal, Gregory Venables, un mensaje al arzobispo Foley Beach de la Iglesia Anglicana en Norteamérica, una iglesia recién formada fuera de la Comunión Anglicana y no reconocida oficialmente por el arzobispo de Canterbury, con sus "saludos y felicitaciones personales mientras dirige a su iglesia en la importantísima tarea del renacimiento" y pidiendo a Venables que lo abrazara en su nombre. Fue presentado durante la entronización del arzobispo Beach, que tuvo lugar en la Iglesia de los Apóstoles de Atlanta, Georgia, el 9 de octubre de 2014.

### Luteranismo

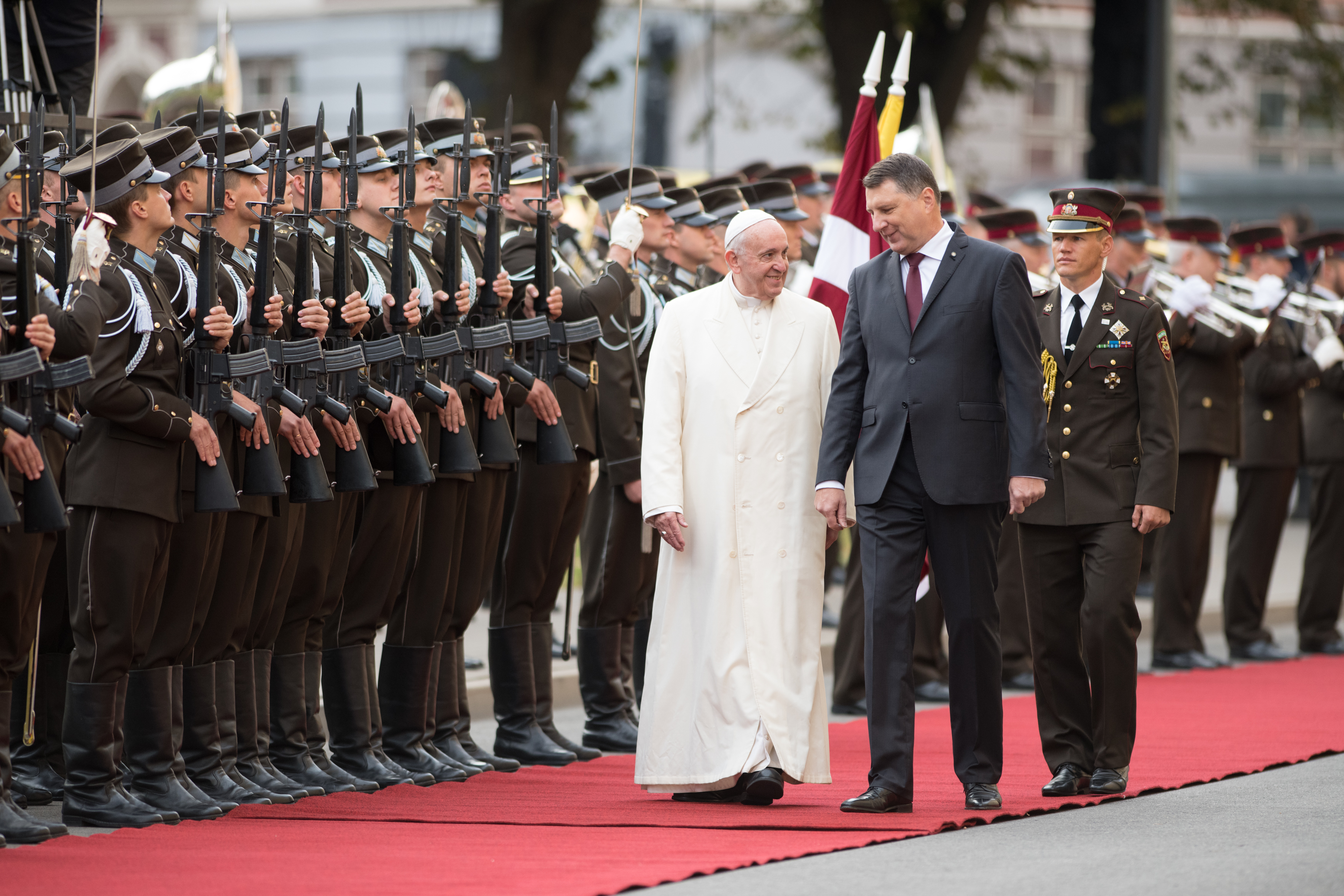
Papa Francisco en Letonia predominantemente luterana, septiembre de 2018

El 31 de octubre de 2016, el papa Francisco conmemoró el 499 aniversario de la Reforma con luteranos en Suecia. Este evento inauguró el 500 aniversario desde que la Reforma comenzó con Martín Lutero publicando sus Noventa y cinco tesis en Wittenberg en 1517. El Papa visitó la catedral de Lund, de 950 años de antigüedad, situada en la provincia sueca de Escania, la más meridional y originariamente danesa. Celebró una liturgia ecuménica junto con el presidente de la Federación Luterana Mundial el obispo Dr. Munib Younan. El Papa Francisco expresó su deseo compartido con los líderes de la Iglesia de Suecia de alcanzar la plena comunión, pero dijo que era necesario realizar más trabajo ecuménico para trabajar hacia la comunión. Las dos iglesias pidieron centrarse en lo que une su fe en lugar de en lo que las separa a unas de otras. (El papa Francisco hizo anteriormente un tratado similar con la Iglesia ortodoxa.). Al día siguiente, el Papa ofició una misa católica en un estadio de fútbol de Malmö.
En 2013, Mark Hanson, entonces obispo presidente de la Iglesia Evangélica Luterana en América (ELCA), saludó la noticia de la elección de Bergoglio con una declaración pública en la que elogiaba su trabajo con los luteranos en Argentina.

### Metodismo
El 14 de diciembre de 2014, el papa Francisco se convirtió en el primer papa en recibir en audiencia privada en el Vaticano a un General del Ejército de Salvación, líder internacional de la denominación Metodista Evangélico Ejército de Salvación, cuando se reunió con André Cox. El papa dijo que "católicos y salvacionistas, junto con otros cristianos, reconocen que los necesitados ocupan un lugar especial en el corazón de Dios", por lo que a menudo "se encuentran en las mismas periferias de la sociedad".
Durante su visita papal a Filipinas en 2015, el Papa se reunió con el presidente del Tribunal Supremo de Filipinas Reynato Puno, un laico metodista unido, junto con otros nueve líderes religiosos y defensores de la paz para hablar sobre la ayuda humanitaria.
En 2016, el papa Francisco se reunió con miembros del Consejo Metodista Mundial, del Consejo Metodista de Europa y de la Iglesia Metodista en Gran Bretaña, que se encontraban en Roma con motivo de la inauguración de la Oficina Ecuménica Metodista en esa ciudad. El Papa llamó a católicos y metodistas a unirse en sus creencias cristianas y en el servicio a los demás. El Papa Francisco se refirió a católicos y metodistas como "verdaderos hermanos y hermanas" y, reflexionando sobre las palabras del sacerdote anglicano y fundador del metodismo John Wesley en su Carta a un católico romano, citó "si todavía no podemos pensar igual en todas las cosas, al menos podemos amar igual".
También en 2016, el papa Francisco se reunió con Gottfried Locher, presidente de la Federación de Iglesias Protestantes Suizas para hablar de "ecumenismo y protestantismo en Europa". La Federación de Iglesias Protestantes Suizas está formada por iglesias calvinistas, zwinglianas y metodistas.

## Diálogo interreligioso
Bergoglio ha escrito sobre su compromiso con el diálogo interreligioso abierto y respetuoso como una forma de que todas las partes involucradas en ese diálogo aprendan unas de otras. En el libro de 2011 que recoge sus conversaciones con el rabino Abraham Skorka, Sobre el Cielo y la Tierra, Bergoglio dijo:

El diálogo nace de una actitud de respeto hacia la otra persona, de la convicción de que la otra persona tiene algo bueno que decir. Supone que hay espacio en el corazón para el punto de vista, la opinión y la propuesta de la otra persona. El diálogo implica una acogida cordial, no una condena previa. Para dialogar hay que saber bajar las defensas, abrir las puertas de casa y ofrecer calor humano.

Líderes religiosos de Buenos Aires han mencionado que Bergoglio promovió ceremonias interreligiosas en la Catedral Metropolitana de Buenos Aires. Por ejemplo, en noviembre de 2012 reunió a líderes de las confesiones judía, musulmana, evangélica y cristiana ortodoxa para rezar por una solución pacífica a los Conflictos en Oriente Medio.El rabino Alejandro Avruj elogió el interés de Bergoglio por el diálogo interreligioso y su compromiso por superar las divisiones religiosas.
Poco después de su elección, el Papa pidió más diálogo interreligioso como forma de "tender puentes" y establecer "verdaderos lazos de amistad entre todos los pueblos". Añadió que era crucial "intensificar el acercamiento a los no creyentes, para que nunca prevalezcan las diferencias que nos dividen y nos hieren". Dijo que su título de "pontífice" significa "constructor de puentes", y que era su deseo que "el diálogo entre nosotros ayude a construir puentes que conecten a todas las personas, de tal manera que cada uno pueda ver en el otro no a un enemigo, no a un rival, sino a un hermano o hermana a quien acoger y abrazar".
El 24 de mayo de 2014, el Papa Francisco llegó a Jordania, en el inicio de una gira por Oriente Medio, "con el objetivo de impulsar los lazos con musulmanes y judíos, así como de aliviar una antigua división dentro del cristianismo".
En una encuesta de 2016, Francisco era visto favorablemente por casi dos tercios de los judíos, así como por la mayoría de los protestantes y los irreligiosos; las minorías de budistas y musulmanes tenían opiniones favorables sobre él.

### Judaísmo

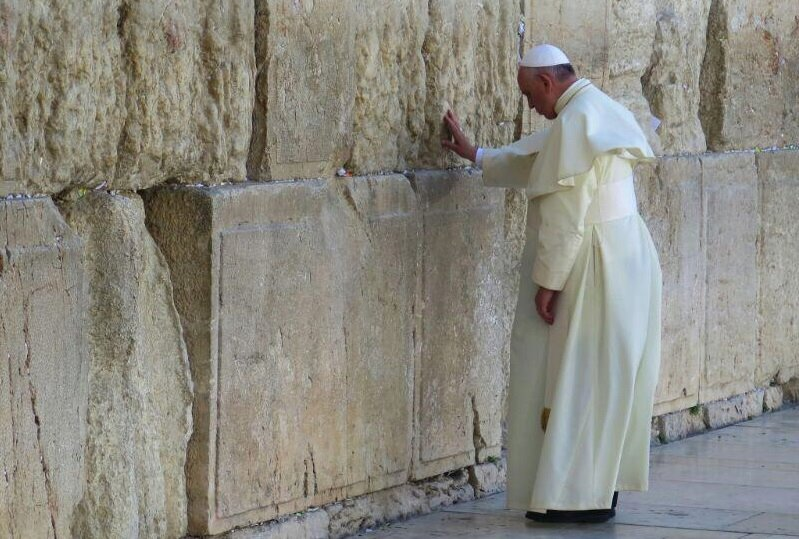
Francisco rezando en el Muro de las Lamentaciones de Jerusalén en su visita a Tierra Santa en 2014

Bergoglio tiene estrechos vínculos con la comunidad judía de Argentina, y asistió a los servicios de Rosh Hashaná (año nuevo judío) en 2007 en una sinagoga de Buenos Aires. Durante su visita, dijo a la congregación judía que había ido a la sinagoga para examinar su corazón, "como un peregrino, junto a ustedes, mis hermanos mayores". Tras el atentado de la AMIA de 1994 contra un Centro Comunitario Judío en el que murieron 85 personas, Bergoglio fue la primera figura pública en firmar una petición condenando el ataque y pidiendo justicia. Líderes de la comunidad judía de todo el mundo señalaron que sus palabras y acciones "mostraban solidaridad con la comunidad judía" tras este atentado.
Un antiguo jefe del Congreso Judío Mundial, Israel Singer, relató que trabajó con Bergoglio a principios de la década de 2000, distribuyendo ayuda a los pobres como parte de un programa conjunto judío-católico llamado "Tzedaká". Singer señaló que le impresionó la modestia de Bergoglio, recordando que "si todos se sentaban en sillas con manijas [brazos], él se sentaba en la que no las tenía". Bergoglio también fue coanfitrión de una ceremonia en memoria de la Kristallnacht' en la Catedral Metropolitana de Buenos Aires en 2012, y se unió a un grupo de clérigos de diferentes religiones para encender velas en una ceremonia en una sinagoga en 2012 con motivo de la festividad judía de Hanukkah.
El Papa Francisco bendijo la primera piedra de la construcción del museo dedicado al rescatadores polacos de judíos en tiempos de guerra que se está construyendo en el pueblo polaco de Markowa; donde la familia de Józef y Wiktoria Ulma, que ahora son Siervos de Dios ya que el Vaticano estudia su causa de santidad, fueron fusilados por los alemanes por esconder a sus vecinos judíos.
Abraham Skorka, rector del Seminario Rabínico Latinoamericano de Buenos Aires, y Bergoglio publicaron sus conversaciones sobre temas religiosos y filosóficos como Sobre el cielo y la tierra (On Heaven and Earth). Un editorial del Jerusalem Post' de Israel señala que "a diferencia de Juan Pablo II, que de niño tenía recuerdos positivos de los judíos de su Polonia natal pero debido al Holocausto no tuvo una comunidad judía con la que relacionarse en Polonia de adulto, el papa Francisco ha mantenido una relación sostenida y muy positiva con una comunidad [judía] viva y que respira en Buenos Aires".El Papa mantiene una relación afectuosa y de larga data con Rabino jefe Isaac Sacca.
Una de las primeras acciones oficiales del papa fue escribir una carta al rabino Riccardo Di Segni, el rabino mayor de Roma, invitándole a la instalación papal y compartiendo su esperanza de colaboración entre las comunidades católica y judía. Dirigiéndose a representantes de organizaciones y comunidades judías, Francisco dijo que, "debido a nuestras raíces comunes [un] cristiano no puede ser antisemita!".
Francisco mantiene una cálida relación con el presidente israelí Shimon Peres, que visitó al papa en abril de 2013 y le invitó a Israel. Francisco viajó a Israel en mayo de 2014 y se reunió con Peres en la residencia presidencial. Durante su viaje, Francisco invitó tanto a Peres como al presidente palestino Mahmud Abás a reunirse con él en Roma para "rezar por la paz", algo que Peres y Abás hicieron en junio de 2014. Tras dejar la presidencia, Peres volvió a visitar a Francisco en Roma en septiembre de 2014 y junio de 2016..

### Islam
Líderes musulmanes de Buenos Aires celebraron la noticia de la elección de Bergoglio como papa, señalando que "siempre se mostró como un amigo de la comunidad islámica", y una persona cuya posición es "pro-diálogo". Elogiaron los estrechos vínculos de Bergoglio con grupos musulmanes y destacaron sus comentarios cuando la conferencia de Ratisbona de 2006 del papa Benedicto XVI fue interpretada por muchos como una denigración del islam. Según ellos, Bergoglio se distanció inmediatamente del lenguaje de Benedicto y dijo que las declaraciones que provocaron indignación con los musulmanes "servirían para destruir en 20 segundos la cuidadosa construcción de una relación con el Islam que el Papa Juan Pablo II construyó durante los últimos 20 años".

## Actitudes sobre los no creyentes

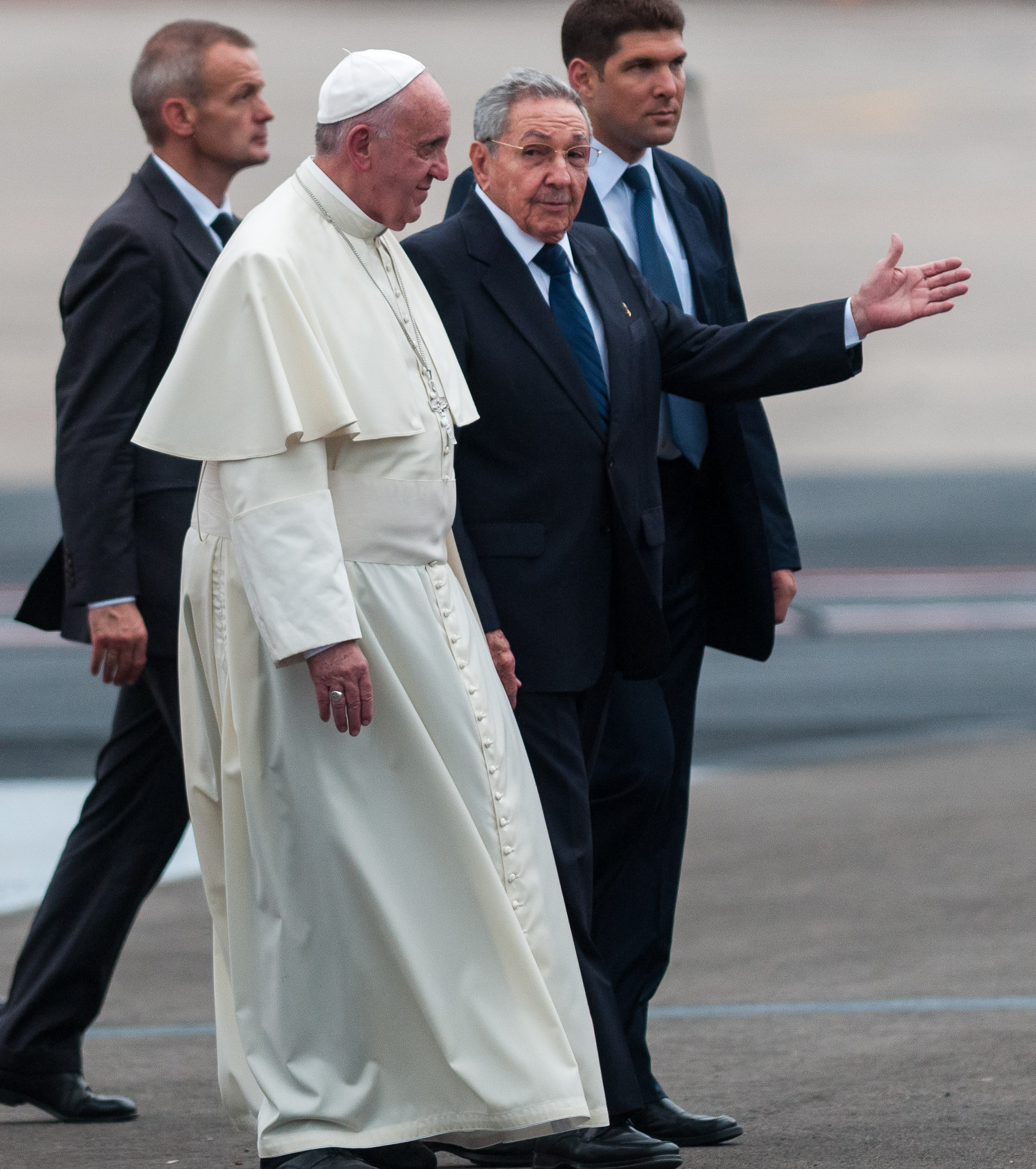
Papa Francisco con el líder cubano Raúl Castro, septiembre de 2015

Dirigiéndose a periodistas y empleados de medios de comunicación el 16 de marzo de 2013, el Papa Francisco dijo que bendeciría a todos en silencio, "dado que muchos de ustedes no pertenecen a la Iglesia católica, y otros no son creyentes".
En su discurso papal del 20 de marzo, dijo que el "intento de eliminar a Dios y lo Divino del horizonte de la humanidad" dio lugar a la violencia, pero describió también sus sentimientos hacia los no creyentes: "Sentimos también nuestra cercanía a todos aquellos hombres y mujeres que, aunque no se identifican como seguidores de ninguna tradición religiosa, buscan sin embargo la verdad, la bondad y la belleza, la verdad, la bondad y la belleza de Dios. Ellos son nuestros valiosos aliados en el compromiso por la defensa de la dignidad humana, en la construcción de una convivencia pacífica entre los pueblos y en la salvaguardia y el cuidado de la creación".
En mayo de 2013, Francisco dijo que todos los que hacen el bien pueden ser redimidos a través de Jesús, incluidos los ateos. Francisco dijo que Dios "nos ha redimido a todos, a todos, con la Sangre de Cristo: a todos, no sólo a los católicos. A todos. Incluso a los ateos. Todos!" En medio de la controversia subsiguiente, Carl E. Olson dijo que las palabras de Francisco eran una enseñanza cristiana fundamental que se remontaba al apóstol Pablo. Un portavoz del Vaticano, el padre Thomas Rosica, emitió una "nota explicativa" según la cual los no católicos que "conocen" la Iglesia católica pero no se convierten "no pueden salvarse", y solo aquellos que "buscan sinceramente a Dios [...] pueden alcanzar la salvación eterna". Hendrik Hertzberg criticó a Rosica (que más tarde fue destituido por plagiario) en la revista The New Yorker, y especuló con la posibilidad de que existieran grandes desacuerdos internos entre partidarios y detractores del Concilio Vaticano II en la Iglesia católica.
En septiembre de 2013, Francisco escribió una carta al periodista italiano Eugenio Scalfari, en la que decía que los no creyentes serían perdonados por Dios si seguían sus conciencias. Respondiendo a una lista de preguntas publicada en su periódico por Scalfari, que no es católico, Francisco escribió: "usted pregunta si el Dios de los cristianos perdona a los que no creen y a los que no buscan la fe. Dada la premisa, y esto es fundamental, de que la misericordia de Dios es ilimitada para quien se dirige a Él con corazón sincero y contrito, la cuestión para el no creyente está en obedecer a su conciencia".